# Cerf de la Taldoura
Le cerf de la Taldoura (en russe : Талдуринский олень, Taldourinsky olen) est un site d'art rupestre de l'Âge du bronze comportant des figures de cerfs, autrement appelé pierre à cerf, situé près du village de Beltir, dans le raïon de Koch-Agatch, dans la république de l'Altaï, dans le sud de la Sibérie, en Russie. Il doit son nom à la rivière Taldoura et n'a été découvert qu'en 2017. Il présente l'une des plus grandes figures de cerf connues dans l'Altaï.

## Situation
Le site se trouve dans le raïon de Koch-Agatch, partie la plus au sud de la république de l'Altaï, frontalière avec la Chine et la Mongolie. Il se trouve 40 km à l'est du chef-lieu Koch-Agatch. C'est loin d'être le seul site rupestre de l'Altaï, avec, non loin, les pétroglyphes de la vallée du Ielangach ou encore, en Mongolie, les pétroglyphes de l'Altaï mongol.
La pierre à cerf de Taldoura se situe à environ deux kilomètres du village de Beltir, sur la rive droite de la rivière Taldoura. Elle se trouve sur un versant de la chaine de montagnes (qui est un éperon de la Tchouïa du Sud) séparant les vallées de Taldoura et de Tchagan, près de la Tchouïa du Nord. Le rocher se trouve sur une petite terrasse plate, d'où s'ouvre un large panorama sur la vallée de la rivière Taldoura, et plus loin sur le Tchagan-Ouzoun et la steppe de la Tchouïa.

## Découverte
Le site a été découvert en 2017 par Alexandre V. Frolov, employé et guide du camp de yourtes de Tydtuyaryk. Il a été étudié par Gleb Koubarev, de l'institut d'archéologie et d'ethnographie de la Division sibérienne de l'Académie des sciences de Russie,,. L'étude a été publiée fin 2017.

## Description
Les figures de cerfs ont été tracées sur un énorme rocher morainique mesurant 5 × 3,5 × 1,8 m, sur une surface plane orientée vers le sud. La composition a pour dimensions 310 × 170 cm et contient au moins 28 figures, dont la grande majorité représentent des chèvres. Presque toutes les figures animales sont représentées marchant vers la droite. Sur le côté droit de l'ensemble se trouvent deux figures de taureaux avec une queue duveteuse caractéristique en forme de boule. À côté des taureaux se trouve la figure d'un homme avec les jambes largement écartées, qui tient un animal mais dont la silhouette est incomplète (l'animal n'a pas pu être identifié). Il n'y a presque pas de patine.
Deux figures de cerfs apparaissent dans les parties centrale et supérieure, se détachant du reste des animaux. La première est la silhouette d'un cerf avec des bois en forme d'arbre, et les quatre pattes reproduites. Il s'agit d'une énorme figure de cerf, dans le style mongol-transbaïkal, avec une longueur d'environ 170 cm, ce qui permet de le voir à plusieurs dizaines de mètres. Le cerf a un museau en forme de bec et est représenté debout, avec deux bois ramifiés. Il contraste avec de nombreuses autres figures de cerfs dans la région, qui sont souvent représentés couchés et munis d'une seule corne. Sur son cou se trouve un tamga médiéval ressemblant à une lettre « M » inversée avec une longue extension au milieu. Un peu à droite se trouve la figure d'une biche dessinée dans le même style. Mais, contrairement au cerf, la biche n'a que le contour du corps, les pattes, possiblement l'omoplate, et les petits bois qui soient dessinés. À côté du rocher principal, seule une petite composition sur pierre a été trouvée, avec plusieurs taureaux de l'Âge du bronze.

## Comparaisons
Le grand cerf est possiblement l'un des plus grands dans l'art rupestre de l'Altaï et des territoires environnants, et plus généralement l'une des plus grandes figures animales de l'Altaï,. Il s'inscrit dans le style mongol-transbaïkal, avec les pierres à cerf.
Mais les pierres à cerf se trouvent surtout dans le sud de l'Altaï russe et dans la Mongolie voisine. Sur le site de Kalbak-Tash, dans le centre de l'Altaï, le cerf n'est représenté que de manière secondaire. Le site le plus semblable sont les figures d'un grand cerf et d'une biche du même style à Tourou Alty (ru), sur le cours inférieur de la rivière Bar-Bourgazy (ru). Il y a au moins 12 cerfs dans ce dernier lieu, dont un long de 93 cm qui occupe une place centrale. On trouve aussi parmi les sites similaires les pétroglyphes de la vallée du Ielangach et les pétroglyphes de l'Altaï mongol.

## Datation
Le site, en prenant en compte le style mongol-transbaïkal et les sites voisins, serait daté de l'Âge du bronze. Pour E. A. Novgorodova, les figures auraient été tracées pendant la seconde moitié du Ier millénaire av. J.-C., tandis que pour V. D. Koubarev, elles dateraient du milieu du IIe millénaire av. J.-C..

## Interprétation
Selon l'étude du site, l'artiste aurait été attiré par la visibilité d'un énorme rocher, difficile à contourner, ainsi que probablement par le panorama de la vallée de la rivière Taldoura qui s'ouvre depuis le lieu. De nos jours se trouve près du site une route, qui a été très probablement tracée sur un ancien chemin de montagne. Si cela est correct, la figure de cerf pourrait, en plus d'être peut-être un animal sacrificiel, jouer le rôle de point de repère tout comme le rocher lui-même, voire de panneau frontière. Le fait que des figures rupestres servent de points de repère est courant en Asie centrale, y compris avec les pierres à cerf. Le tamga du début du Moyen-Âge sur le rocher indiquerait que le chemin était aussi utilisé à cette époque. Le seul tamga analogue connu, aussi daté du début du Moyen-Âge, se trouve à Tsagaan-Salaa (ru), dans l'Altaï mongol.

## Galerie

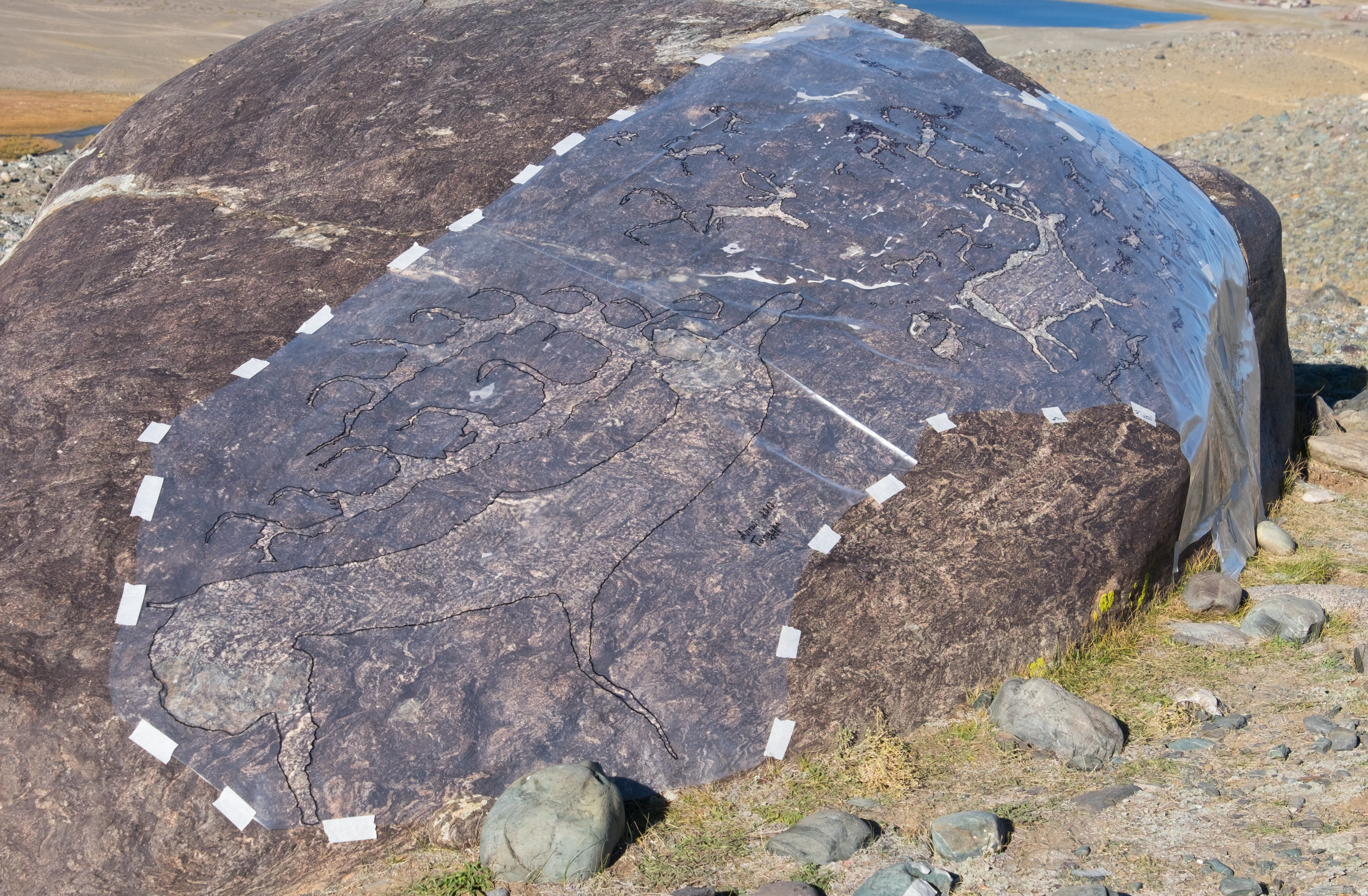
Film pour recopier les figures.
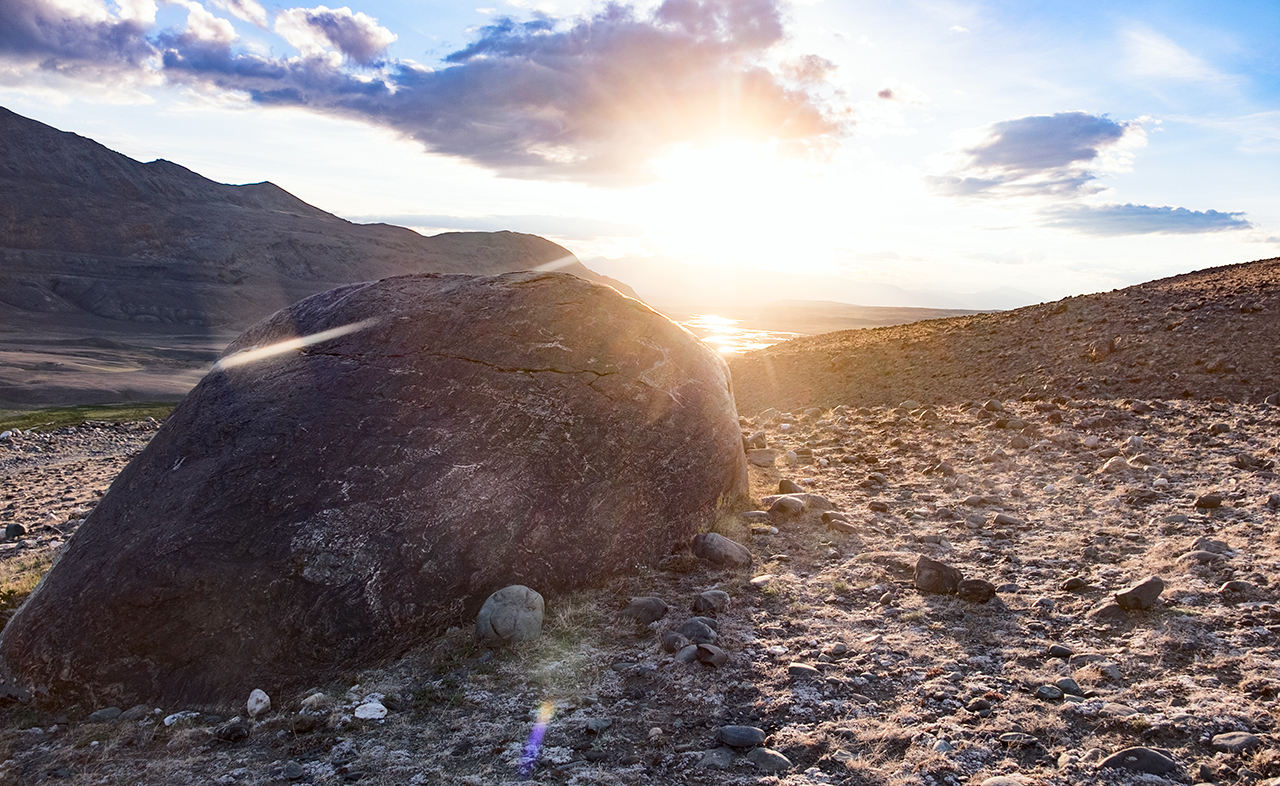
Le rocher à l'aube en juin 2017.
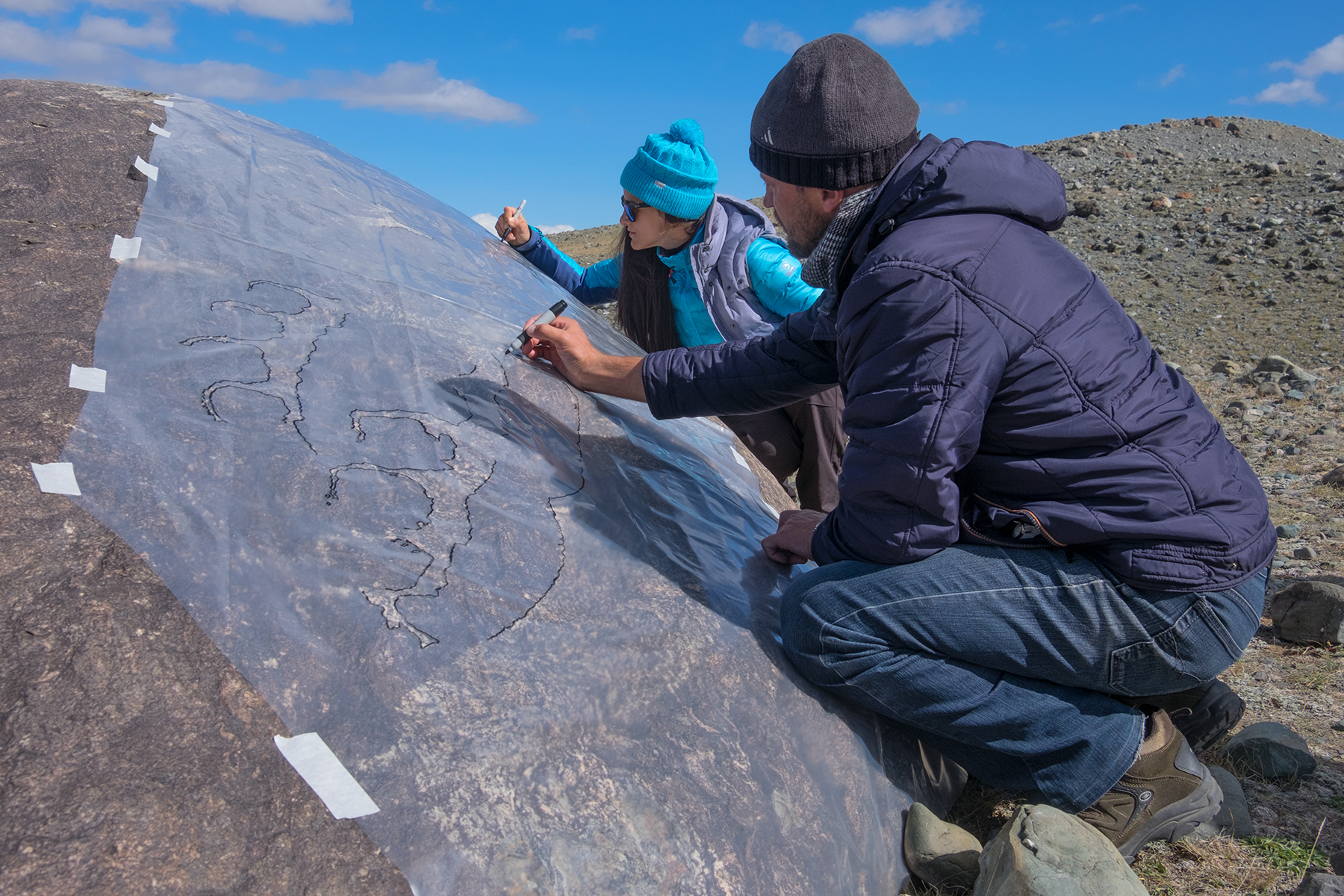
Recopiage des figures sur un film.